# Khèvia
Khèvia (georgià: ხევი) és una petita regió històrica de Geòrgia al nord-est del país. Forma part de la moderna regió (mkhare) de Mtskheta-Mtianeti, a la part nord de les muntanyes del Caucas. El municipi de Kazbegui en seria el seu equivalent actual. La població més important és Stepantsminda. Està formada per tres gorges dels rius Truso, Tergui (Tèrek) i Snostsq’ali, i precisament el seu nom ve d'aquest fet, perquè Khevi vol dir «Gorja»). Limita a l'oest amb Ossètia del Sud. A l'època medieval feia part de la Tsanarètia, i era coneguda com a Tsanarètia Khèvia (Gorges de Tsanarètia). La població, georgiana, es diu mokhevs, i és similar a altres muntanyesos de Geòrgia oriental. La seva importància estratègica deriva de la seva proximitat al pas de Darial.

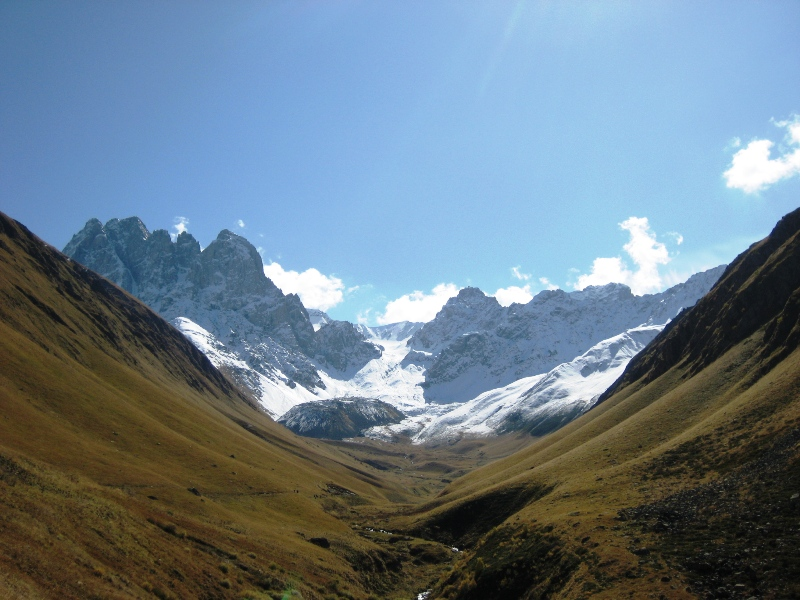
Vista de Chauki, Khèvia.

La població estava governada per un khevisberi (“Ancià de les Gorges”) que era jutge, sacerdot i cap militar; foren vassalls directes de la corona fins vers el 1700 quan va passar a dependre del eristhavi o duc de l'Aragvi, fins al 1743 en què va tornar a la corona. Els mokhevs van oferir forta resistència al domini dels eristhavis i aquesta resistència ha tingut reflex en el folklore local i a la literatura georgiana. El 1801 Rússia va ocupar el país amb la resta de Geòrgia i el 1804 els mokhevs es van revoltar però foren derrotats. Els muntanyesos van mantenir però els seus costums tota l'època tsarista; els soviètics van traslladar part de la població a les planes i van poder canviar els costums.